# Lunella torquata
Lunella torquata, tên thường gọi là ốc vòng cổ xoắn, là một loài ốc biển, một động vật thân mềm chân bụng sống ở biển trong họ Ốc xà cừ.

## Mô tả
Chiều dài của vỏ dao động trong khoảng từ 35 mm đến 110 mm. Vỏ lớn, rắn, lõm có hình nón, hình nón. Nó có màu trắng, có đốm và có vân với màu nâu sẫm. Loài này khác nhau nhiều về độ cao và độ cao. Sáu đường xoắn cho thấy vân tăng dần lamellose dày đặc và lirae xoắn ốc thô. Những chiếc trên có carinth, những chiếc cấu trúc hình keel trở nên lỗi thời trên cơ thể. Các đường khâu có hình kênh, được bao bọc bên dưới bởi một hàng nốt sần. Khẩu độ tròn nằm xiên và bên trong có màu trắng. Các cột màu trắng được đục lỗ bởi rốn rộng và sâu, và có một rãnh xoắn ốc kéo dài đến đáy.
Cấu trúc đóng hình bầu dục phẳng bên trong, có bốn vòng xoắn. Hạt nhân của nó nằm một phần ba khoảng cách trên khuôn mặt. Bên ngoài của nó là màu trắng, được khai quật ở trung tâm, với hai đường gân xoắn ốc mạnh mẽ, bên trong chắc chắn càng mạnh hơn. Nó cho thấy một đường hạt sắc nét bên ngoài xương sườn bên ngoài.

## Phân bố
Loài sinh vật biển này sinh sống từ New South Wales đến Tây Úc và ngoài khơi New Zealand.

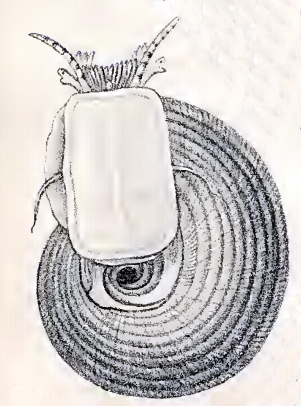
Hình vẽ của vỏ và Lunella torquata

## Hình ảnh

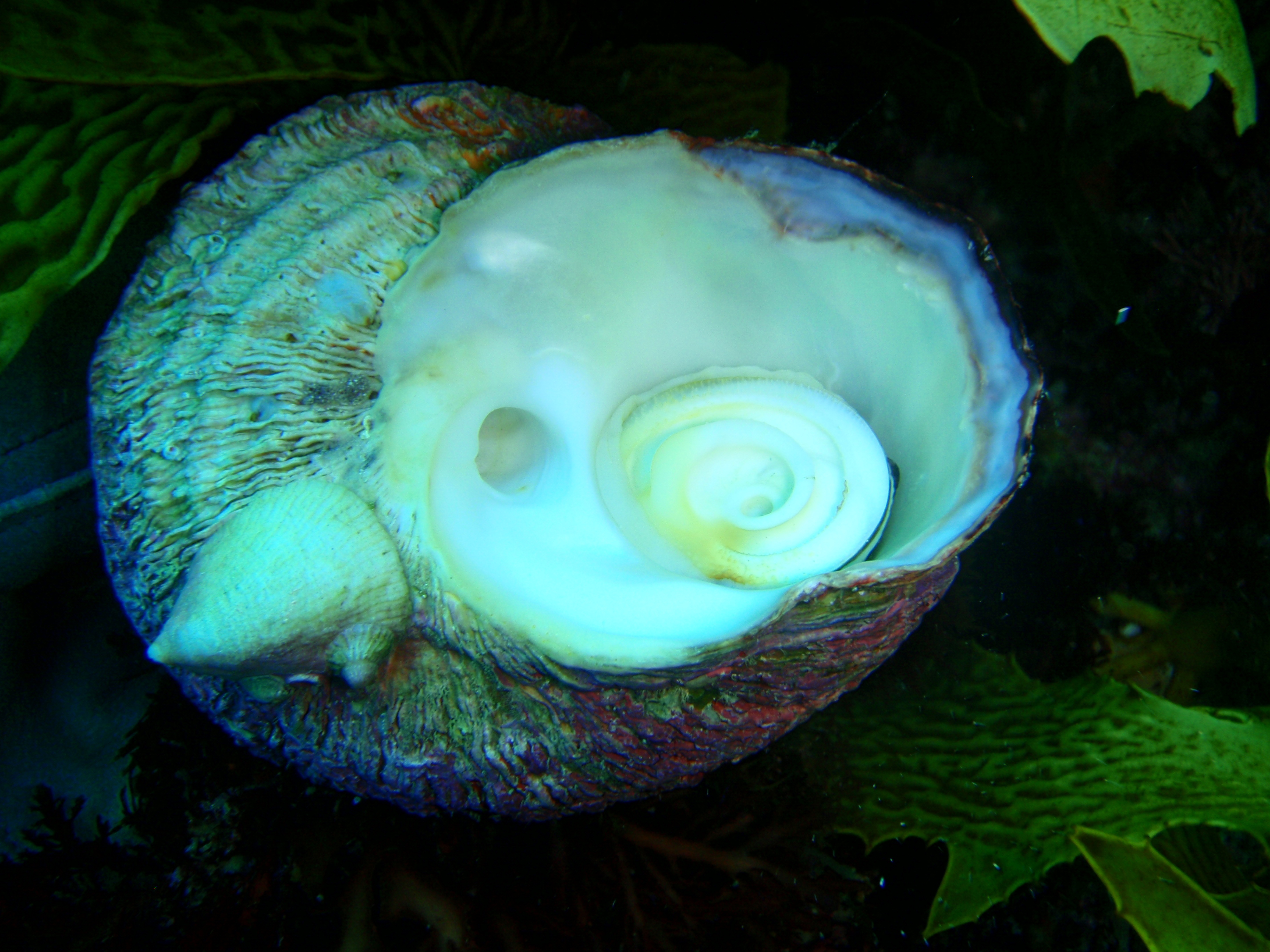
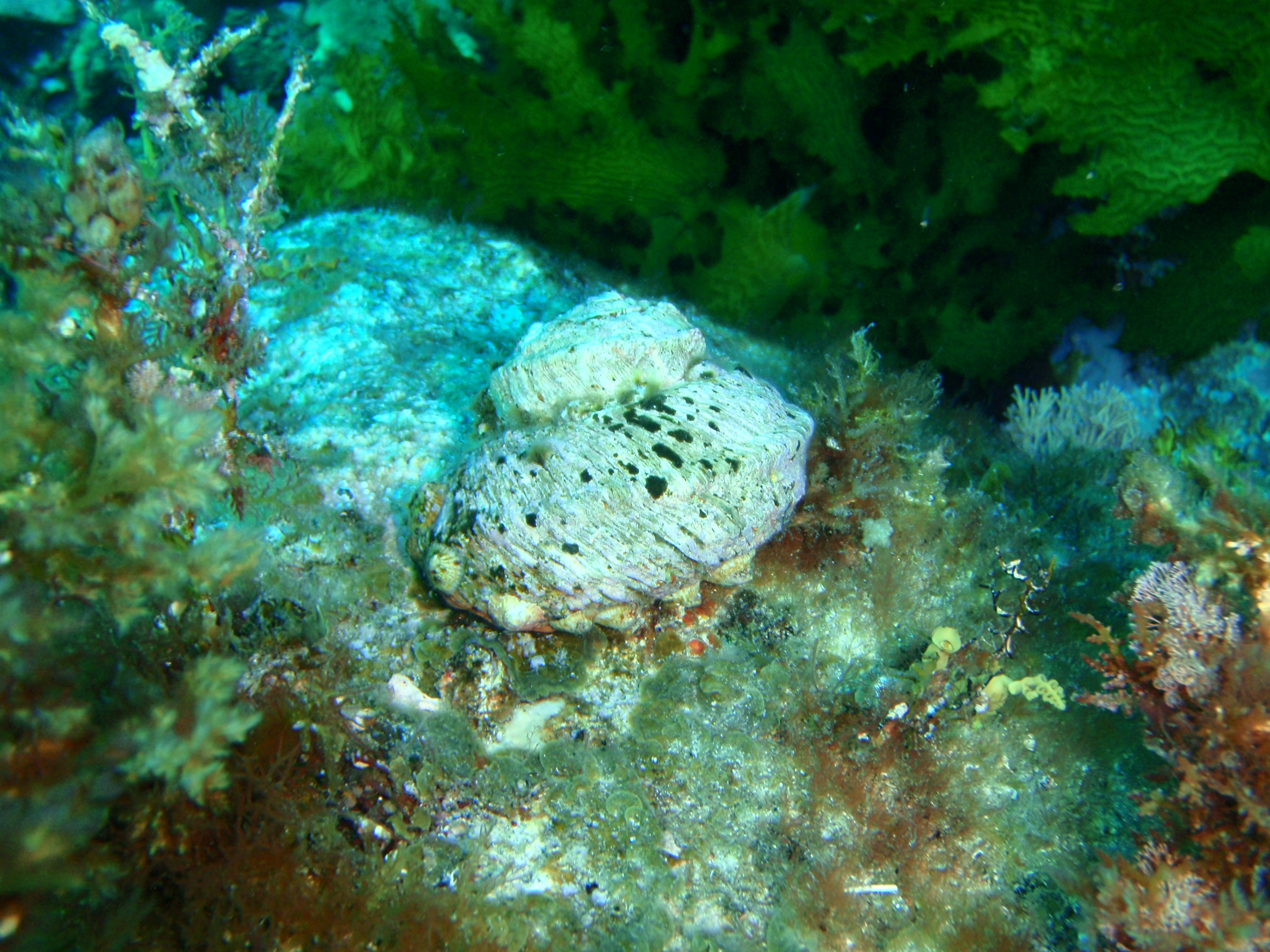
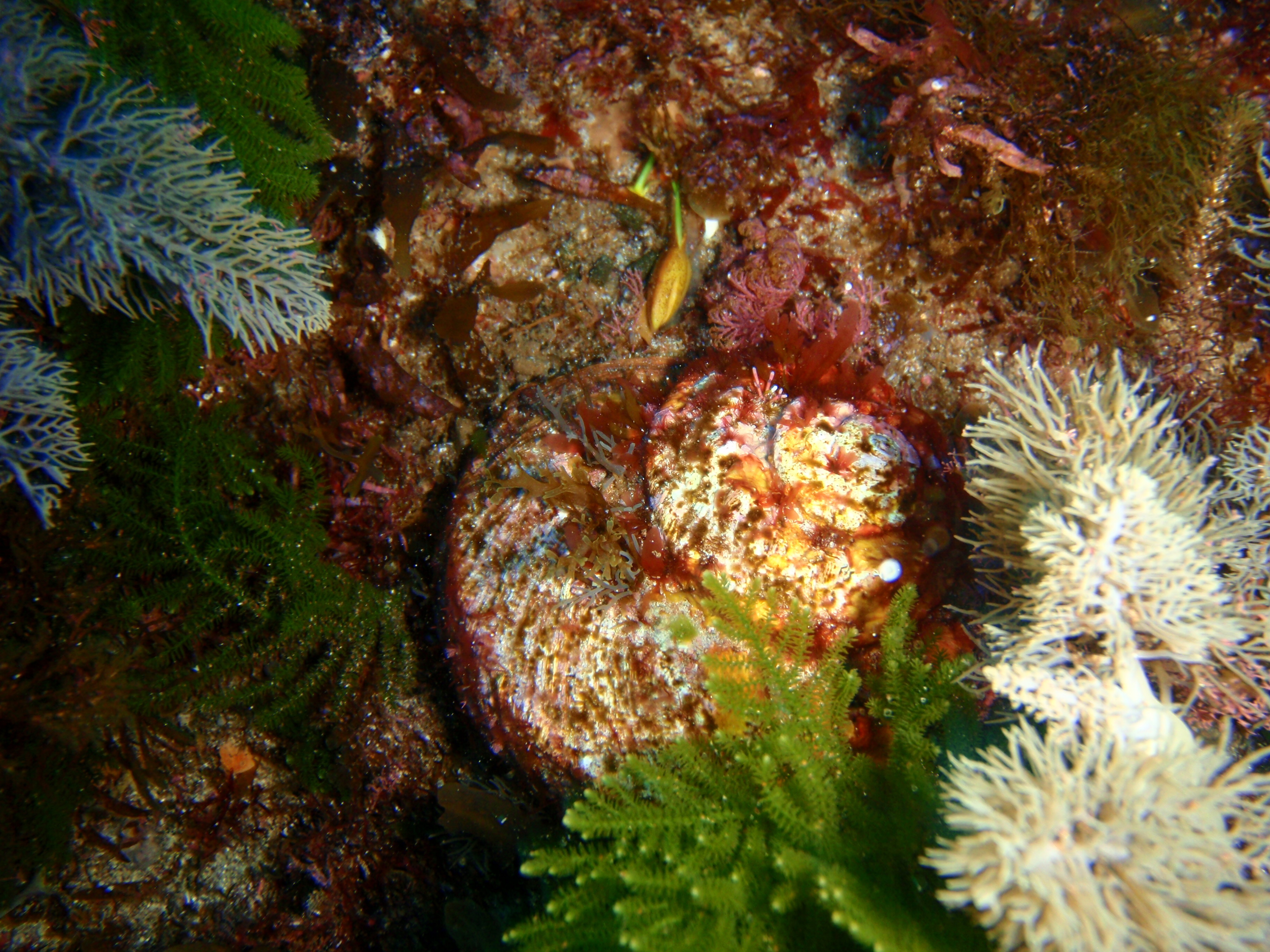
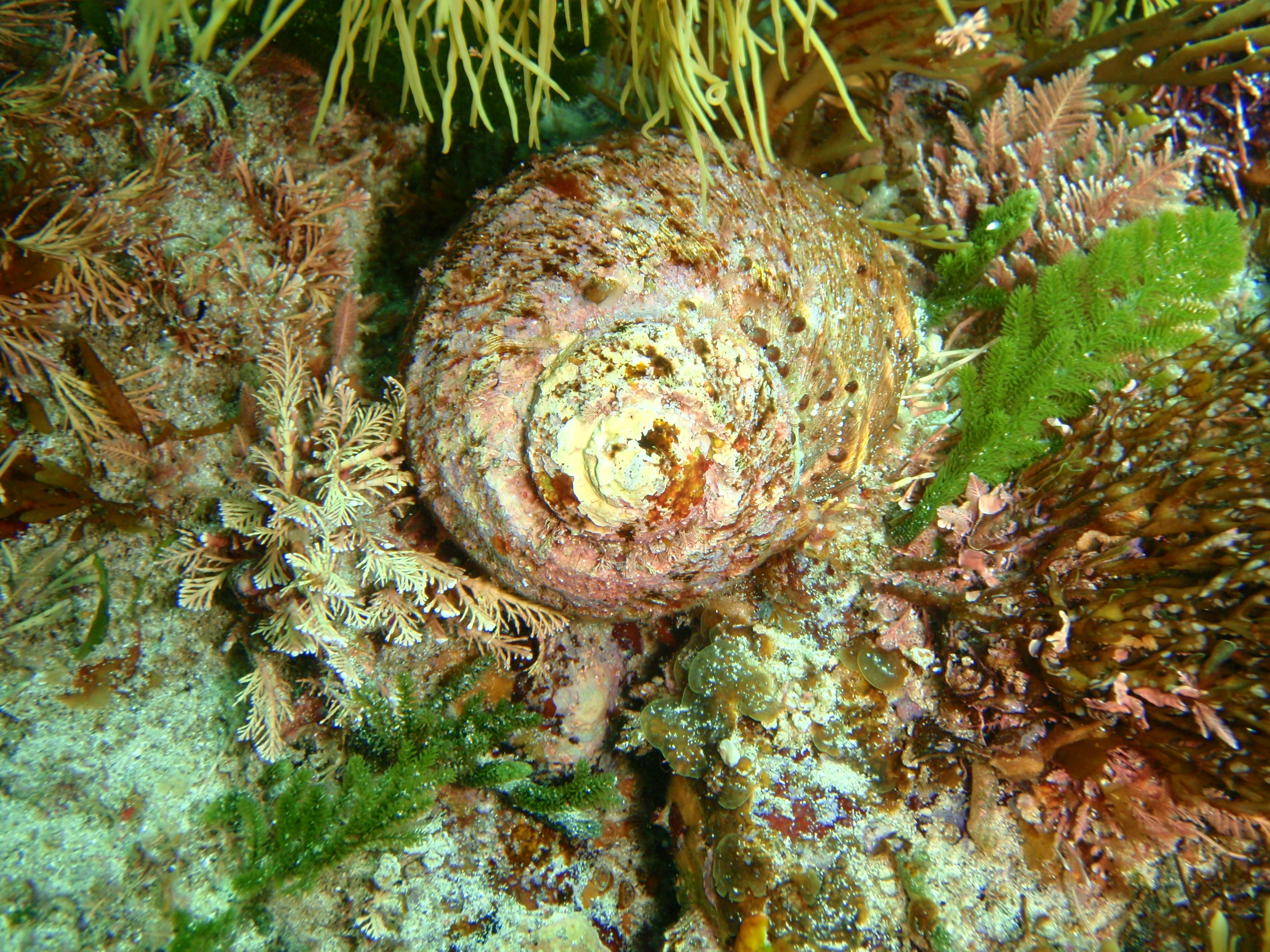